# باتنبرگ، هسن
شهر باتنبرگ، هسن در ایالت هسن در کشور آلمان واقع شده است.